# جون جورج
جون جورج (بالإنجليزية: John George) هو ممثل أمريكي وسوريا، ولد في 20 يناير 1898 في سوريا، وتوفي في 25 أغسطس 1968 بلوس أنجلوس في الولايات المتحدة بسبب نفاخ رئوي.

## أعمال

### أفلام
- (1921) القوة القاهرة
- (1936) حديقة الله
- (1938) لو كنت ملك
- (1942) الطريق إلى المغرب
- (1946) طنجة
- (1955) شرق عدن[3][4][5]
- (1958) أريد أن أعيش

## وصلات خارجية
- جون جورج على موقع IMDb (الإنجليزية)
- جون جورج على موقع قاعدة بيانات الفيلم (الإنجليزية)